# WWE 애프터번
애프터번(After Burn)은 WWE 스맥다운의 하이라이트 프로그램이다. 2002년 5월 24일 기존의 하이라이트 프로그램이었던 잭드를 대신하여 방영하고 있다. 미국에는 2005년 9월부터 TV에서 방영이 중단되었으나, 여전히 인터넷을 통해 방영이 되고 있다.
애프터번은 여전히 인터넷을 통해 방영이 되고 있다. 이 프로그램은 독일과 영국에서는 스카이 스포츠 채널에서 , 남아프리카 공화국에서는 슈퍼스포츠 , 인도네이사에서는 라티비, 남아시아에 텐 스포츠 채널을 통해, 이탈리아에는 GXT를 통해, 필리핀에는 솔라 스포츠를 통해, 포르투갈에는 스포비티3을 통해 방영중이다. 2008년 2월 16일에 300회를 맞이하게 되었다. 2009년 1월, 남아프리카 공화국 위성채널인 DStv는 바텀라인 방송권을 자유채널인 e.tv와 공유하였다. e.tv에서는 그해 1월 20일부터 매주 화요일 오후 8시에 방영되고 있다. 최근에는 한국에서 IB 스포츠에서도 방영되고 있다. WWE 주간 하이라이트 <애프터번> 이란 이름으로 방송되고 있으며 매주 월요일 밤 10시 30분에 방송된다. MC는 정승호 아나운서가 진행한다.

## 진행자
| 연도            | 진행자      |
| --------------- | ----------- |
| 2002년 ~ 2003년 | 아이보리    |
| 2003년          | 루에 데보나 |
| 2003년 ~ 2009년 | 조쉬 매튜스 |
| 2009년 ~ 현재   | 잭 코르펠라 |

## 게스트 진행자
| 연도             | 진행자          |
| ---------------- | --------------- |
| 조쉬 매튜스      | 2002년          |
| 마이클 콜 & 태즈 | 2005년          |
| 잭 코르펠라      | 2008년 ~ 2009년 |
| 스캇 스탠포드    | 2011년 ~ 현재   |

## 특집 에피소드
| 에피소드               | 날짜            | 진행자      | 참고 사항                                        |
| ---------------------- | --------------- | ----------- | ------------------------------------------------ |
| 애프터번 첫 방송       | 2002년 5월 25일 | 아이보리    | 애프터번 첫 방송                                 |
| 애프터번 300회         | 2008년 2월 17일 | 죠쉬 매튜스 | 300회 특집                                       |
| 애프터번 2010년 베스트 | 2010년 10월 3일 | 잭 코르펠라 | 스맥다운 2010년 베스트 (2010년 4월 ~ 2010년 9월) |

## 영국 방영 시간
- 스카이 원 - 일요일 아침 (2002년 ~ 2004년)
- 스카이 스포츠 - 일요일 아침 (2005년 ~ 현재)

## 영국
WWE 애프터번은 영국에서 2002년 5월 메탈을 대신하여 일요일 아침 스카이 원에서 본방송을 한 후 스카이 스포츠에서 재방송을 하는 형태로 방영되고 있다. 일요일 아침 방송은
2005년 1월자로 스카이 스포츠 채널로 옮겨졌다.

## 호주
호주에서는 채널 나인을 통해 2008년 6월 15일 애프터번이 첫방송을 하게 되었다. 애프터번은 유일하게 러, 스맥다운, NXT, 슈퍼스타즈, 익스피리언스가 폭스8 채널에서 자유방송을 하기 시작하였다. 애프터번은 일요일 오후 1시에서 화요일 오전 12시로 방송시간이 변경되었다. 애프터번은 그해 7월 28일 수요일에는 채널 나인에서 방영되지 않았다. 11월 4일에 익스피리언스와 마찬가지로 HD 방송을 하기 시작했다. 이 프로그램은 매주 화요일 8시 30분에 원 채널에서 방영되고 있다.

## 방송
WWE 애프터번은 2002년 5월부터 2009년까지 미국에서 방영되었다가 해외 수출용으로 바뀌었다. WWE 바텀라인은 여전히 인터넷을 통해 방송되고 있다.
| 국가       | 방송국        | 시간 |
| ---------- | ------------- | --- |
| 대한민국   | IB 스포츠     | 월요일 밤 10시 30분 |
| 오스트리아 | 스카이 스포츠 | 화요일 오후 6시 , 오후 11시 & 수요일 오전 11시                                                                                  |
| 팔레스타인 | MBC 액션      | 일요일 |
| 방글라데시 | 텐 스포츠     | 월요일 & 화요일 |
| 부탄       | 텐 스포츠     | 수요일 오후 5시 30분 |
| 키프로스   | 알파 TV       | 목요일 오후 7시 & 월요일 오후 6시 재방송                                                                                        |
| 독일       | 스카이 스포츠 | 화요일 오후 6시 , 오후 11시 & 수요일 오전 11시                                                                                  |
| 인도       | 텐 스포츠     | 월요일 & 화요일 |
| 아일랜드   | 스카이 스포츠 | 일요일 오전 9시 , 오후 10시 |
| 이탈리아   | GXT           | 일요일 오전 9시 5분 & 월요일 오후 2시 15분 , 오후 8시 50분 & 목요일 오후 2시 15분 & 수요일 오후 2시 15분 & 금요일 오후 2시 15분 |
| 요르단     | MBC 액션      | 일요일 오후 8시 |
| 포르투갈   | 스포츠 TV     | 수요일 오후 6시 |